# Брхловці

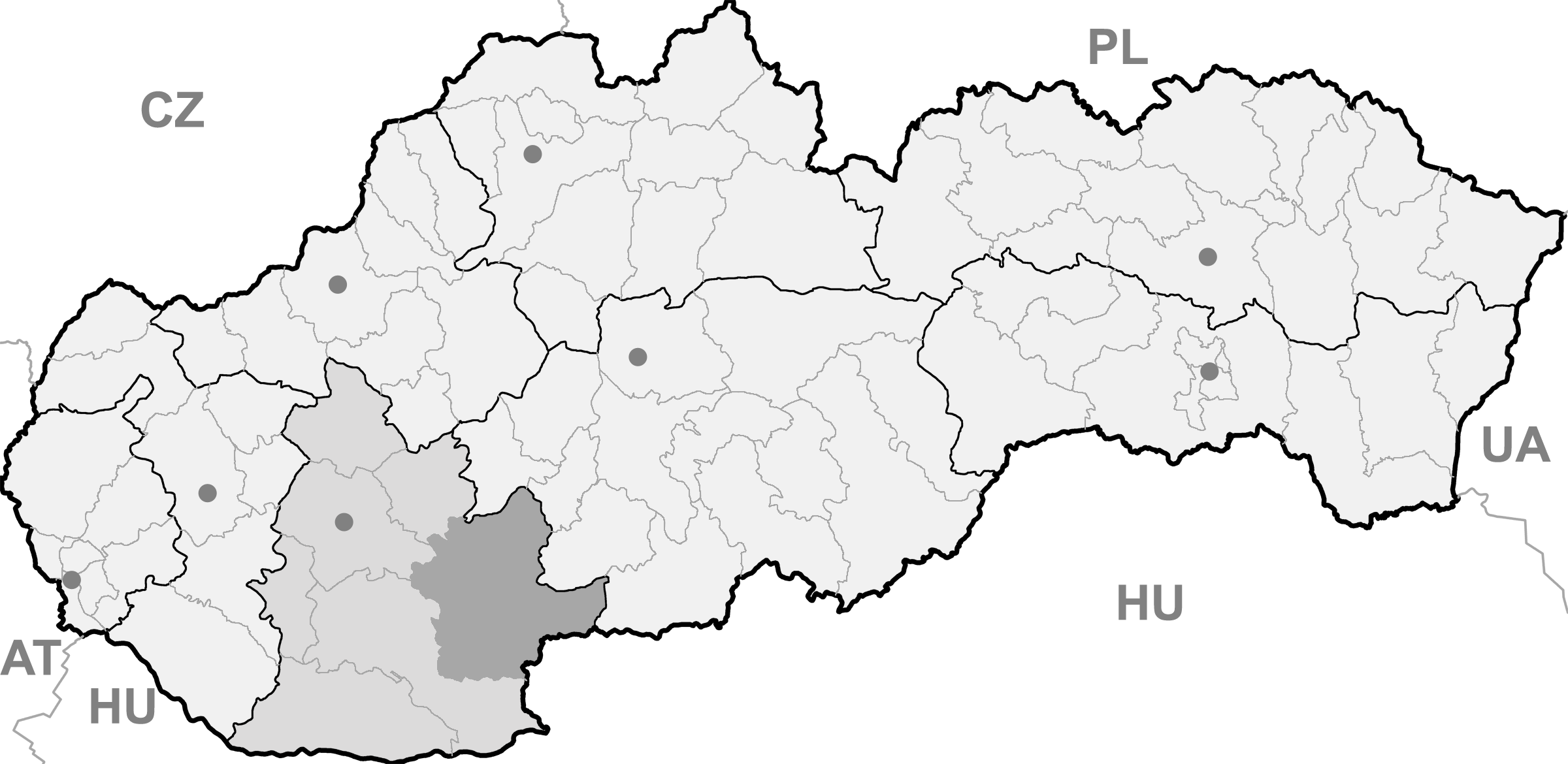
Брхловце розташоване в найсірішій зоні

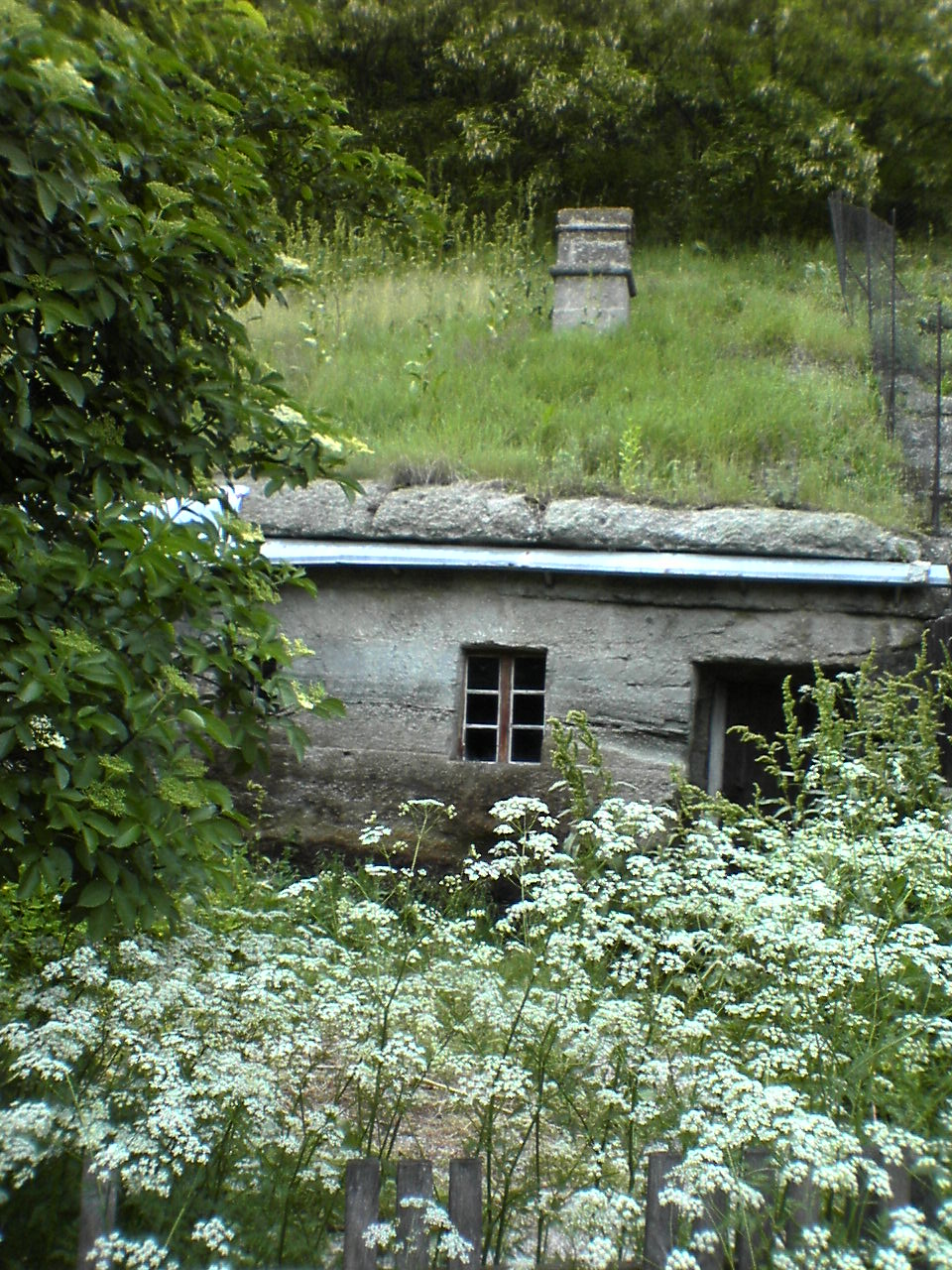
Будинок, вритий у землю у Брхловце

Брхловце (словац. Brhlovce, угор. Borfő) — це маленьке село у Словаччині, у Нітранському краї, у районі Левіце.

## Розташування
Село розташоване у долині струмка.

## Населення
| Рік:            | 1994. | 2004.   | 2014.   | 2024.   |
| --------------- | ----- | ------- | ------- | ------- |
| Кількість осіб: | 360   | 329     | 305     | 292     |
| Різниця:        |       | -8,61 % | -7,29 % | -4,26 % |

| Рік:            | 2023. | 2024.   |
| --------------- | ----- | ------- |
| Кількість осіб: | 289   | 292     |
| Різниця:        |       | +1,03 % |